# Hiệp hội bóng đá Hoàng gia Hà Lan
Hiệp hội bóng đá Hoàng gia Hà Lan (KNVB) (tiếng Hà Lan: Koninklijke Nederlandse Voetbalbond) là tổ chức quản lý, điều hành các hoạt động bóng đá ở Hà Lan. KNVB quản lý đội tuyển bóng đá quốc gia Hà Lan, tổ chức các giải bóng đá như giải vô địch bóng đá Hà Lan hạng nhất (Eredivisie), hạng nhì (Eerste Divisie), cúp bóng đá Hà Lan,.... KNVB là thành viên của cả FIFA và UEFA. Trụ sở của KNVB ở thành phố Zeist.